# Grand Prix 1929
Grand Prix-säsongen 1929 bestod återigen av endast två deltävlingar.

## Grand Prix
| Grand Prix            | Bana         | Datum   | Vinnande förare         | Vinnande konstruktör |
| --------------------- | ------------ | ------- | ----------------------- | -------------------- |
| Indianapolis 500      | Indianapolis | 30 maj  | Ray Keech               | Simplex PR-Miller    |
| Frankrikes Grand Prix | Le Mans      | 30 juni | William Grover-Williams | Bugatti              |